# جک و داکستر
جک و داکستر (به انگلیسی: Jak and Daxter) عنوان یک مجموعه بازی ویدئویی به سبک سکوبازی و اکشن-ماجراجویی است که توسط اندی گوین و جیسون روبین ساخته شده‌است و متعلق به سونی اینتراکتیو انترتینمنت می‌باشد. این مجموعه توسط شرکت ناتی داگ توسعه یافته‌است که بعدها تعدادی از نسخه‌های آن بوسیلهٔ شرکت‌هایی نظیر «ردی ات داون» و «های ایمپکت گیمز» برون‌سپاری شده‌است. اولین قسمت از این سری تحت عنوان جک و داکستر: میراث پیشروان در تاریخ ۳ دسامبر ۲۰۰۱، برای کنسول پلی‌استیشن ۲ عرضه شد.
بازی‌های این مجموعه به سبک سکوبازی مبتنی بر داستان هستند که دارای ترکیبی از سبک‌های اکشن، مسابقه‌ای و معمایی نیز می‌باشند.